# Seglinge
Seglinge is een eiland en een dorp in de gemeente Kumlinge, in de autonome Finse provincie Åland. Het dorp heeft 25 inwoners (2017), maar in het hoogseizoen neemt het aantal bewoners tijdelijk sterk toe, doordat er veel vakantiehuisjes ('stugor') zijn. Op het eiland bevindt zich een klein winkeltje en een jachthaven.
Het eiland is met een kabelpont verbonden met het eiland Snäckö, dat met een dijk verbonden is met het hoofdeiland van Kumlinge.

## Geschiedenis
In de tijd van de Vikingen bestond Seglinge uit vier verschillende eilanden. Aanvankelijk werden deze eilandjes alleen zo nu en dan bezocht door jagers en verzamelaars. Voor zover bekend uit oude belastinggeschriften was er in de 13e eeuw voor het eerst sprake van vaste bewoning in vier boerderijen. Twee eeuwen later waren dat er vijf, en in 1537 werden er acht genoteerd. In de 16e eeuw heerste er relatieve welvaart, vooral doordat er veel vis gevangen kon worden in de lange ondiepe baaien tussen de eilanden. Door de postglaciale opheffing zijn deze eilanden in de 18e eeuw geleidelijk versmolten tot het huidige eiland, en droogden de inkomsten van de visserij op.
Tijdens de Grote Noordse Oorlog werden alle bewoners van Åland, en dus ook van Seglinge, door de binnenvallende Russen verjaagd naar Zweden. In de winter van 1714 werd het eiland voor het eerst door de Russen bezocht, en een jaar later waren alle inwoners vertrokken. Pas in 1721 met de Vrede van Nystad konden de bewoners terugkeren en hun boerderijen herbouwen. Tijdens de Finse Oorlog, op 29 januari 1809 werden alle boerderijen door de Zweden platgebrand, in een vergeefse poging een nieuwe invasie door de Russen te stoppen.
Pas in de 20e eeuw was de situatie weer min of meer hersteld en was er weer een groepje vaste bewoners op het eiland. In 1899 werd op het eiland een schooltje gesticht, dat in de hoogtijdagen in de jaren 1960, tien leerlingen kende. Een grote verbetering kwam er toen er op Snäckö een weg werd aangelegd en aansluitend in 1969 een pontverbinding. Er is op Seglinge een tijd ook een postkantoor en een bank geweest, maar die zijn inmiddels weer gesloten, evenals het schooltje dat in 1970 de deuren sloot. Sinds 1977 is een coöperatief winkeltje gevestigd in het voormalige schoolgebouw.
Het aantal inwoners vertoont al decennialang een dalende trend.

## Geologie

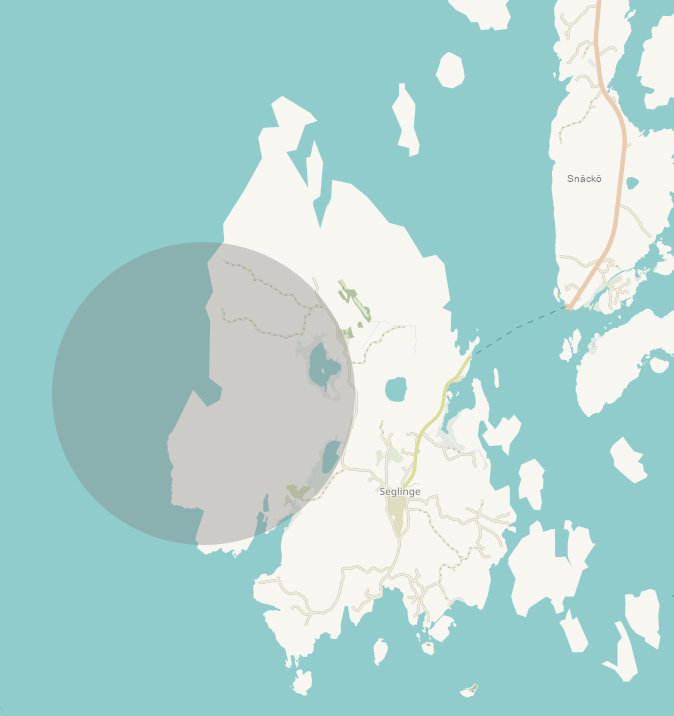
De dome van Seglinge.

- Met enige moeite is op luchtfoto's in het westen van Seglinge een halfcirkelvormige structuur zichtbaar. Dit is een dome, ontstaan door intrusie boven een (inmiddels allang uitgedoofde) magmakamer, die zich half op het land en half in het water bevindt.[1]
- In een rots aan de zuidkant van het eiland bevindt zich een 'pothole' dat is uitgesleten door stromend water tijdens de laatste ijstijd.

## Afbeeldingen

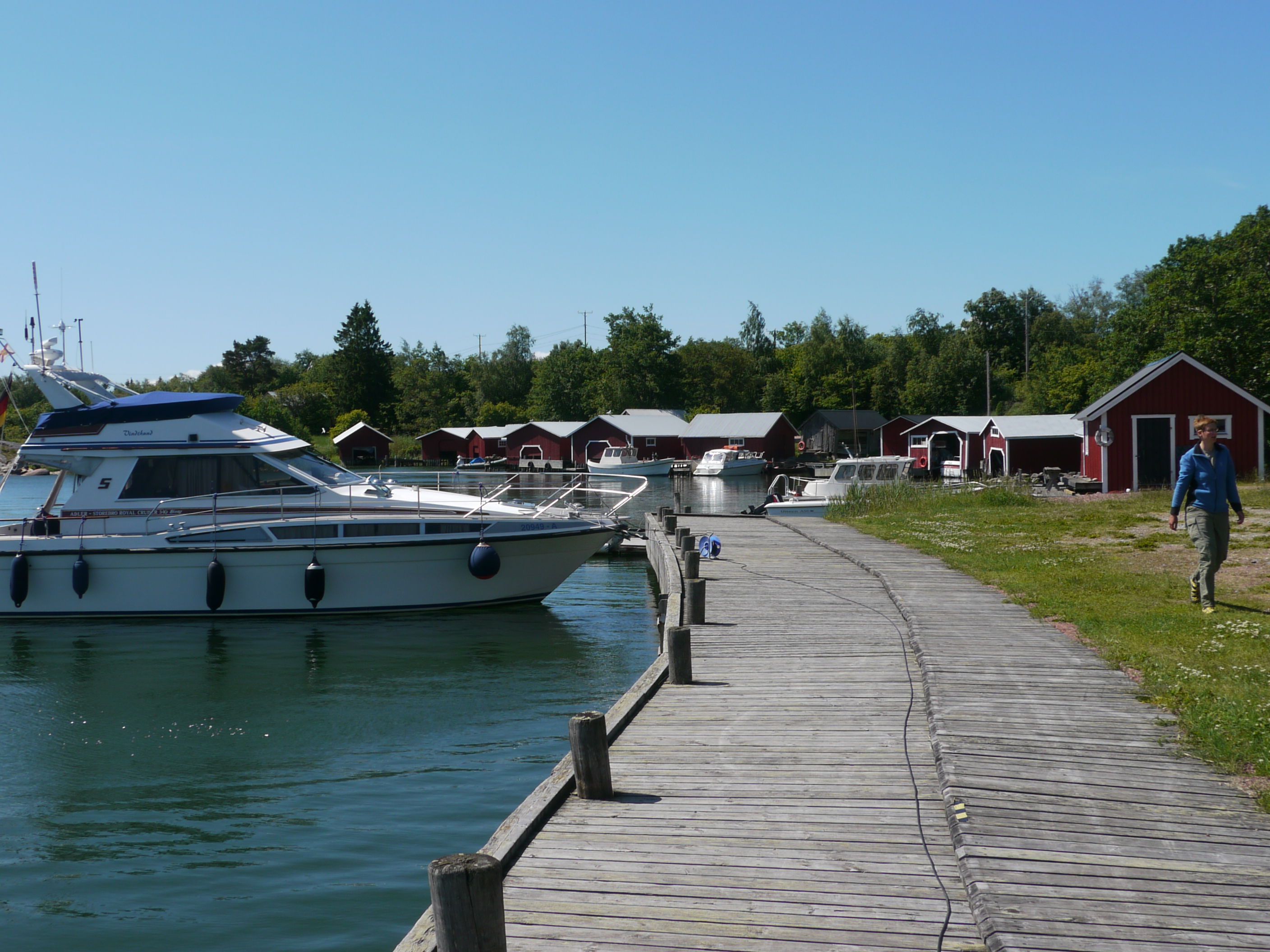
de jachthaven van Seglinge
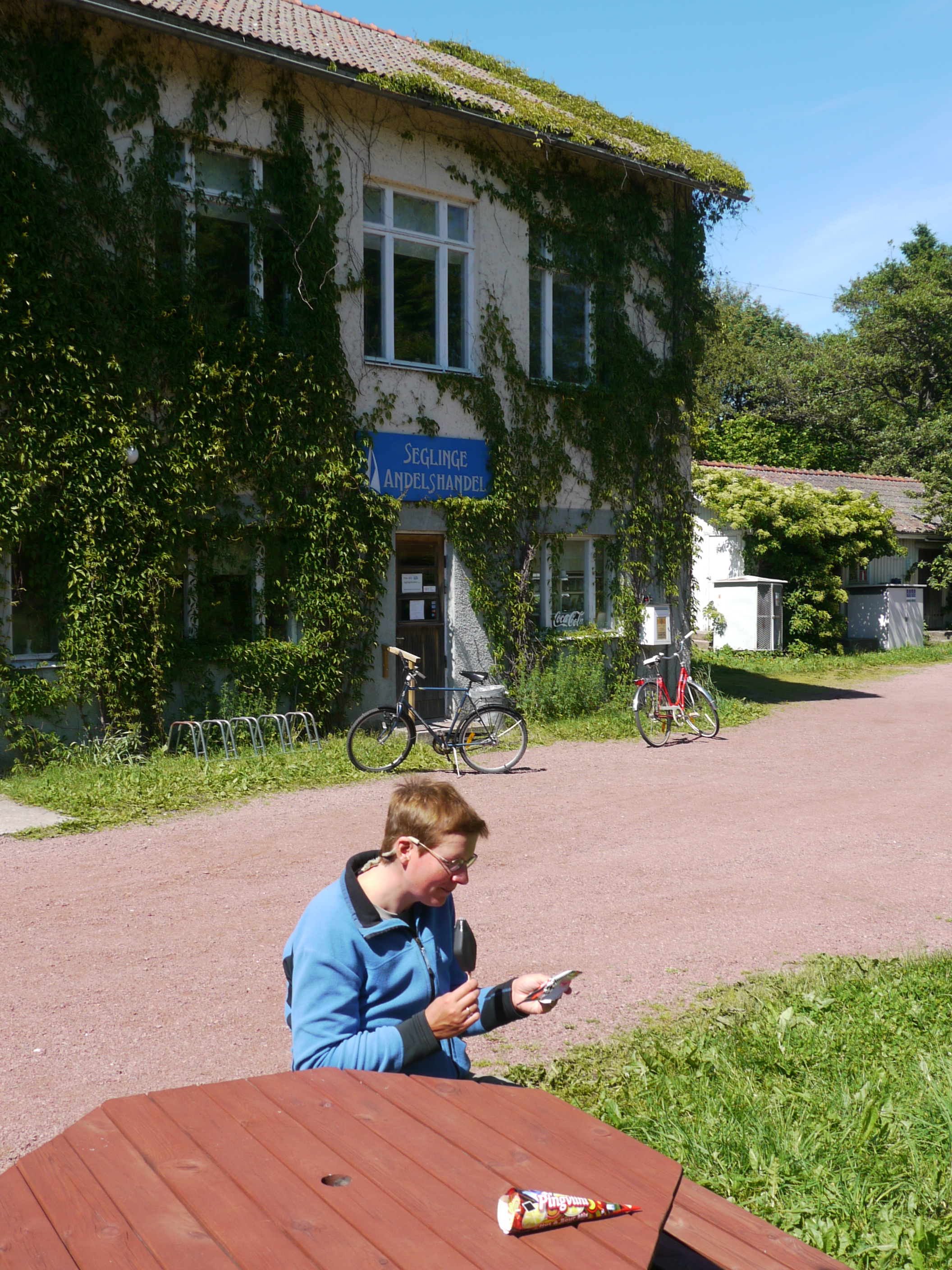
het winkeltje ('Andelshandel') van Seglinge, in het voormalige schoolgebouw.
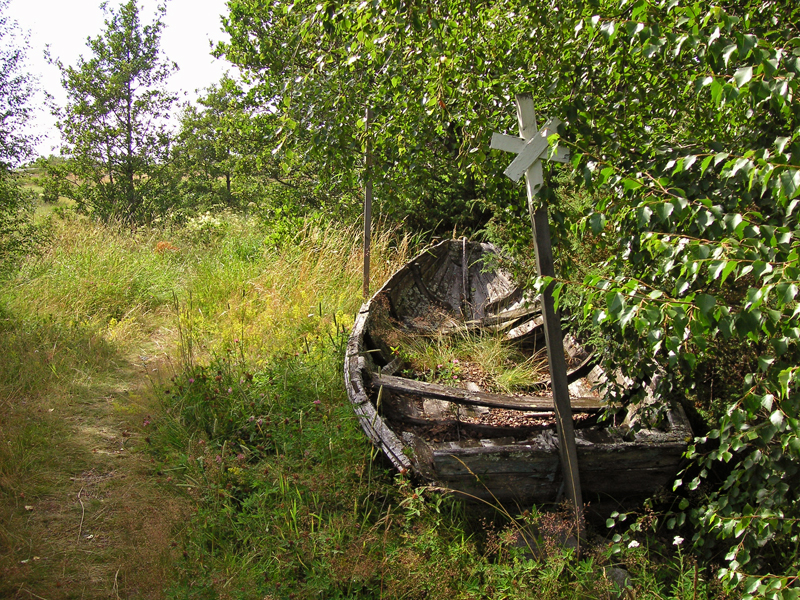
wandelpad